# Sdružení místních samospráv České republiky
Sdružení místních samospráv České republiky je nevládní nezisková organizace, která sdružuje města a obce v Česku a hájí jejich zájmy. Oproti Svazu měst a obcí sdružuje spíše menší obce. Sdružení oficiálně vzniklo 1. ledna 2008 na ustavujícím shromáždění SMS ČR v Jihlavě. Do vedení byl zvolen na místo předsedy Jan Pijáček, první místopředsedkyně Věra Kovářová, druhého místopředsedy Miroslav Kovářík. Do předsednictva byl zvolen Petr Gazdík, Josef Bartoněk, Ladislav Šifta, Václav Horáček, Petr Havlíček a Květoslav Šafránek. Současné předsednictvo bylo zvoleno v listopadu 2021. Předsedou Sdružení místních samospráv ČR je poslankyně a starostka města Valašské Klobouky Eliška Olšáková, čestným předsedou pak poslanec Evropského parlamentu Stanislav Polčák, který zastával funkci předsedy v letech 2017-2021.
Sdružení je organizačně rozděleno do pracovních skupin podle pracovních specializací, které především monitorují a připomínkují legislativní návrhy, které přímo ovlivňují územní samosprávy měst a obcí.

## Aktivity
SMS ČR protestovalo například v případě návrhu Ministerstva financí, aby kompenzační bonus pro OSVČ v souvislosti s koronavirovou pandemií byl uhrazen formou vratky daně z příjmu, což by znamenalo, že čtvrtinu bonusů by zaplatily obce. Sdružení zastřešuje tzv. "zlínské výzvy", které od roku 2006 upozorňují na nespravedlivé rozdělení eurodotací, z nichž většina končí ve velkých městech a menší obce jsou často ve výběrových řízeních znevýhodňovány (výše eurodotací na občana žijícího v Praze je asi 6,5x vyšší, než na občana žijícího v malé obci). SMS ČR také upozorňovalo na nebezpečí propadu příjmů obcí o 10 % v souvislosti se zrušením superhrubé mzdy a vyzvalo ministryni financí Alenu Schillerovou k dialogu o nápravě těchto dopadů.